# 1980 (영화)
《1980》(가제: 화평반점, 영어명: The Unforgettable Day)은 2024년 3월 27일에 개봉예정인 대한민국의 영화다. 5·17 쿠데타 및 대한민국 제5공화국을 시대 배경으로 삼고 있다.

## 캐스팅
- 강신일 : 철수 할아버지 역
- 김규리 : 철수 엄마 역
- 백성현 : 철수 삼촌 역
- 한수연 : 영희 엄마 역
- 송민재 : 철수 역
- 박주원 : 영희 역
- 박준혁 : 영희 아빠 역
- 이정우 : 철수 아빠 역
- 민서 : 철수 이모 역
- 전수진: 아모레이모 역
- 윤정로 : 날라리 역
- 박노식 : 레코드 사장 역
- 이달형 : 통장 역
- 권기대 : 부녀회장 역
- 고주희 : 여대생 1 역
- 윤정로 : 날라리 역

## 기타
- 중국집에 액자로 걸려 있는 和平(화평)이라는 붓글씨 외에 빨간 글씨로 세로로 씌여있는 현판의 글은 生意興隆(생의흥륭)이다. 사업이 번창하길 기원한다는 뜻의 한자 성어이고 일반적인 중국집에 많이 걸려있는데, 이후 발생할 사건을 생각한다면 매우 반어적으로 보이며 뜻을 아는 관객에게는 비감함을 더해준다.

## 같이 보기
- 2024년 대한민국의 영화 목록
- 한국을 배경으로 한 역사 영화 목록
- 서울의 봄 (영화)